# Ostrocerca foersteri
Ostrocerca foersteri is een steenvlieg uit de familie beeksteenvliegen (Nemouridae). De wetenschappelijke naam van de soort is voor het eerst geldig gepubliceerd in 1943 door Ricker.